# Лаутербах (Тюрингія)
Лаутербах (нім. Lauterbach) — громада в Німеччині, розташована в землі Тюрингія. Входить до складу району Вартбург. Складова частина об'єднання громад Гайніх-Верраталь.
Площа — 6,62 км2. Населення становить 653 ос. (станом на 31 грудня 2021).

## Галерея

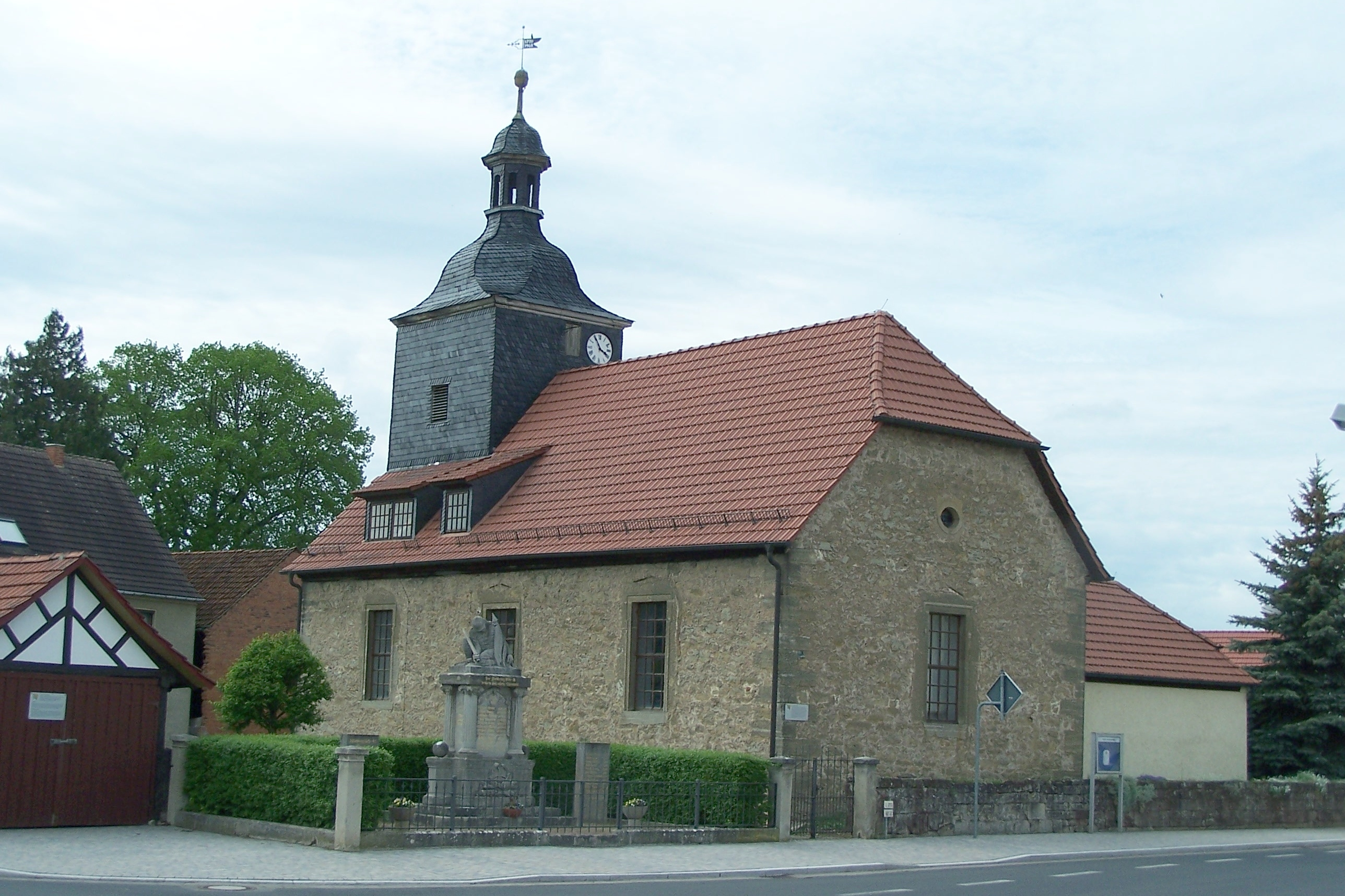
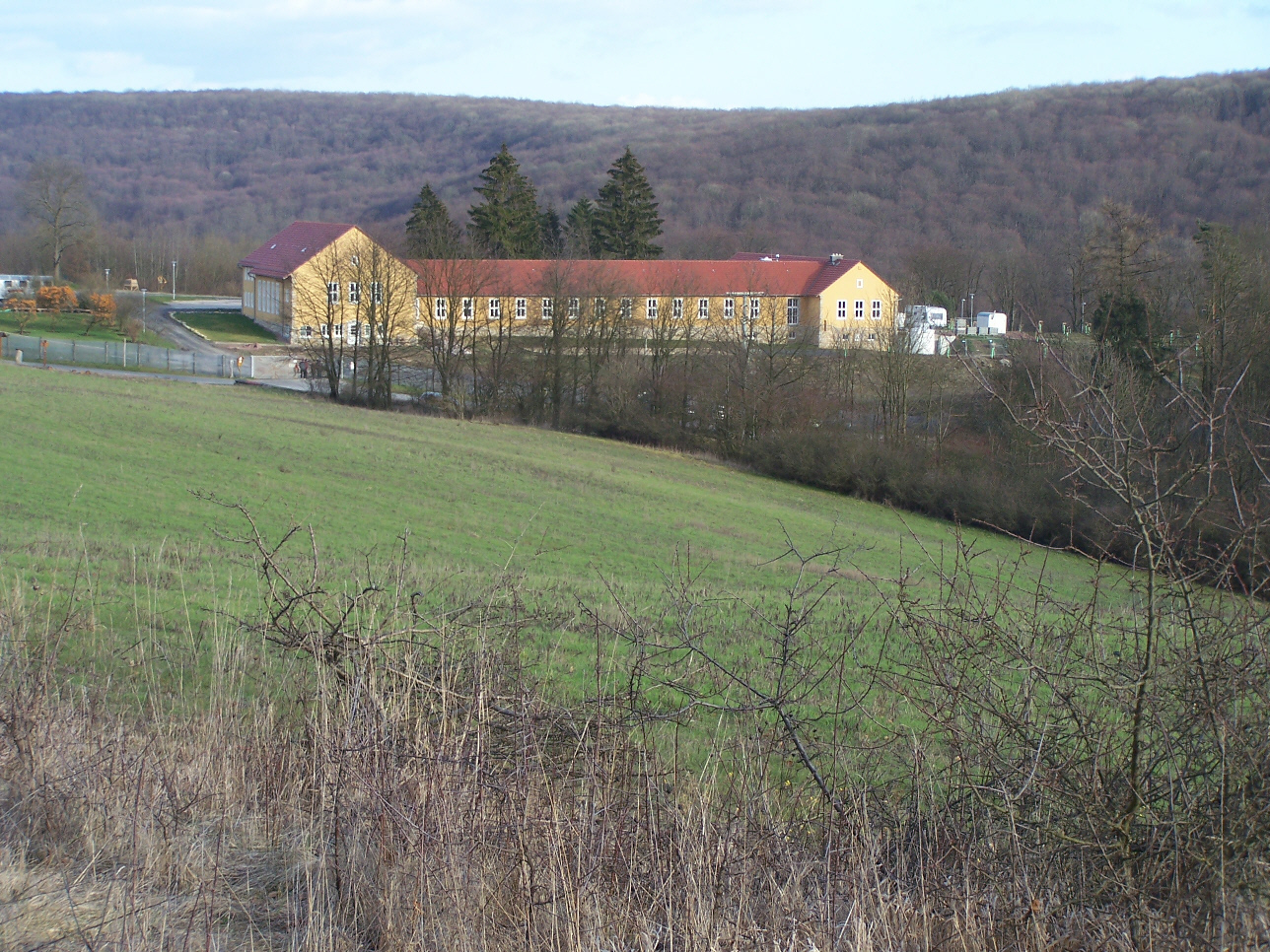